# Екатерининская горка

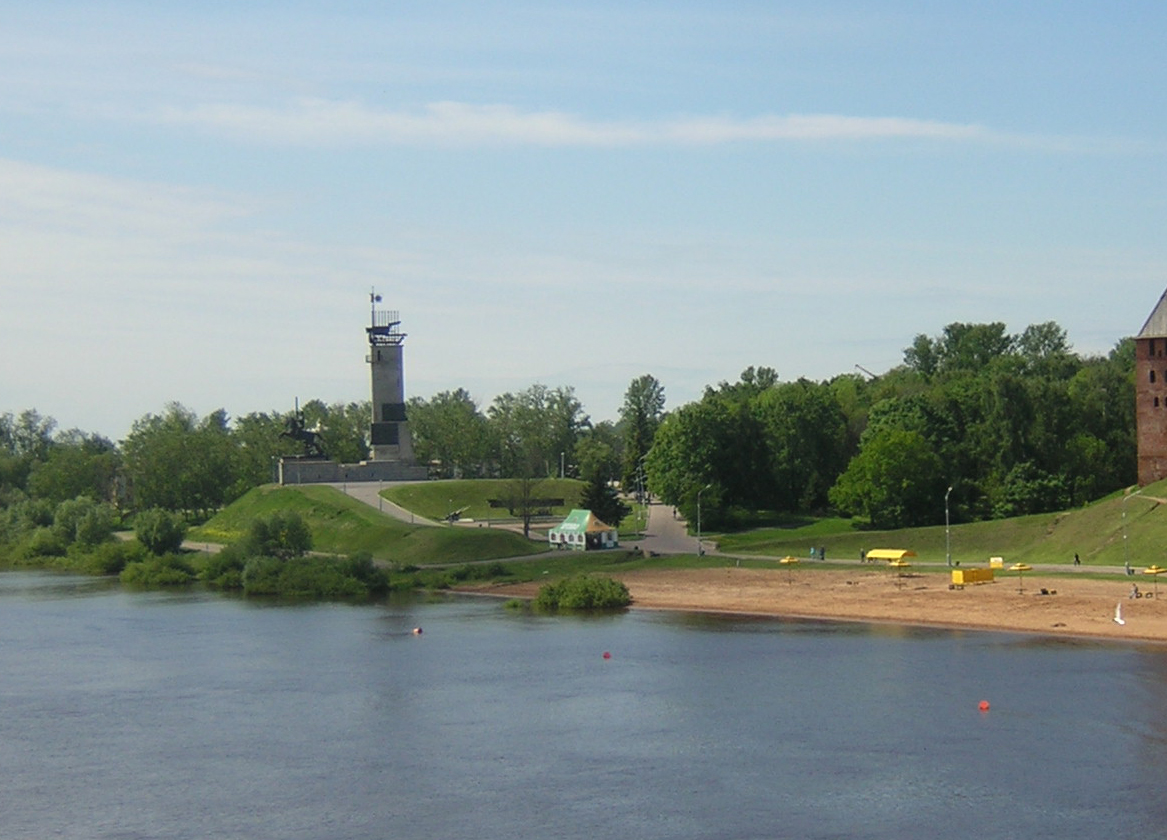
Вид от Волхова

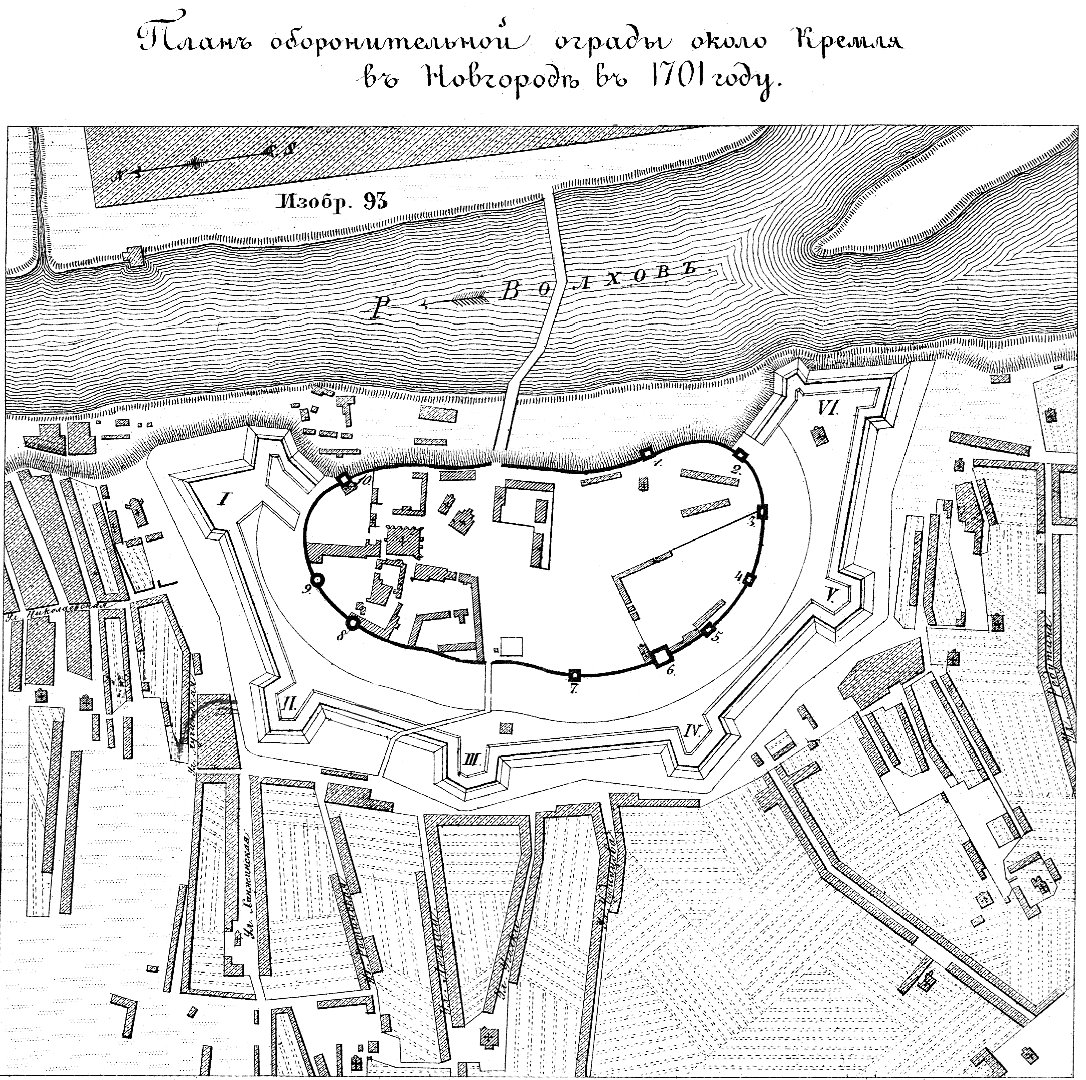
План петровских оборонительных укреплений возле Кремля в Новгороде в 1701 году. Крайний справа — Спасский бастион

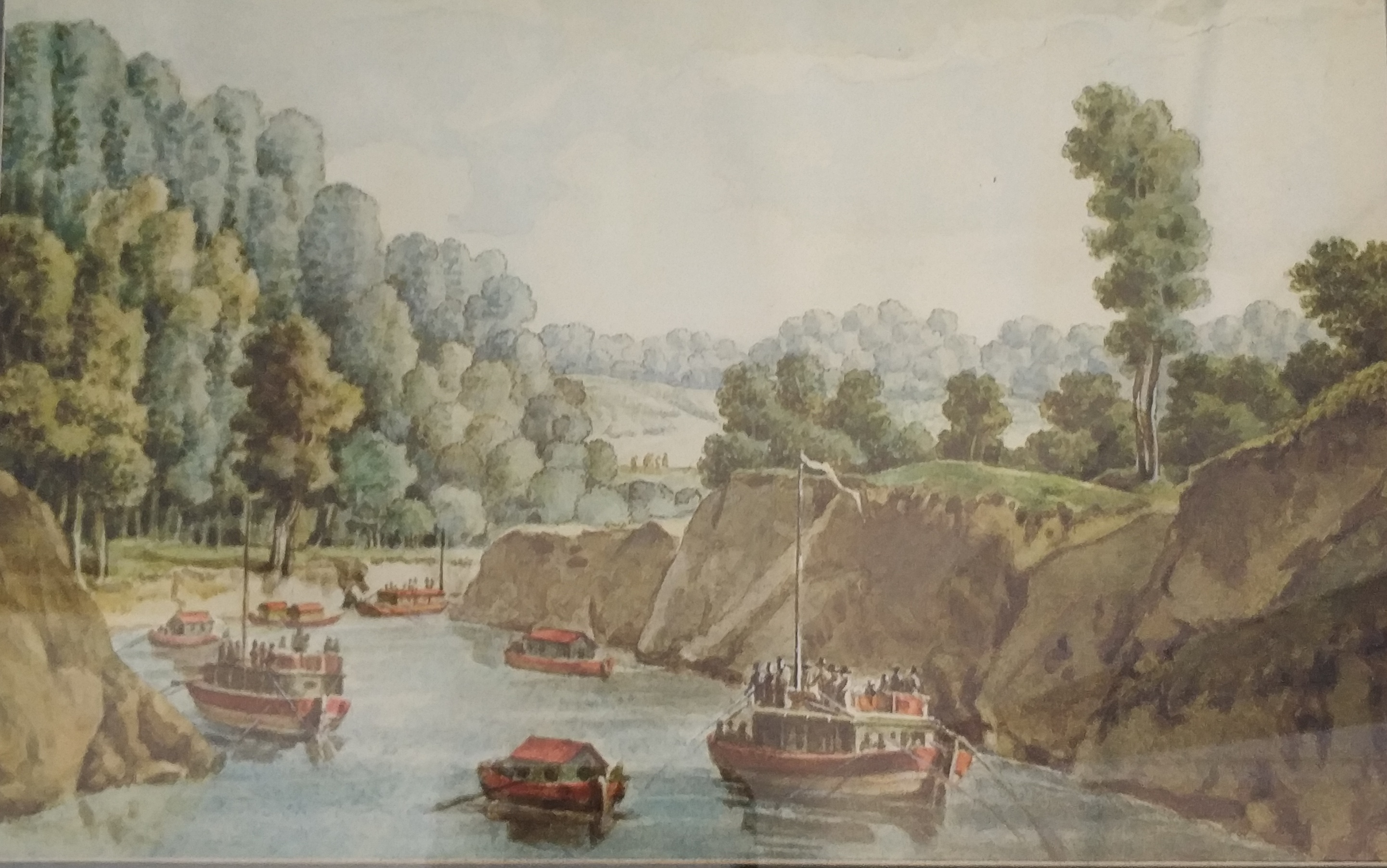
Михаил Матвеевич Иванов. Боровицкая императорская флотилия на реке Мсте. 1785. Акварель

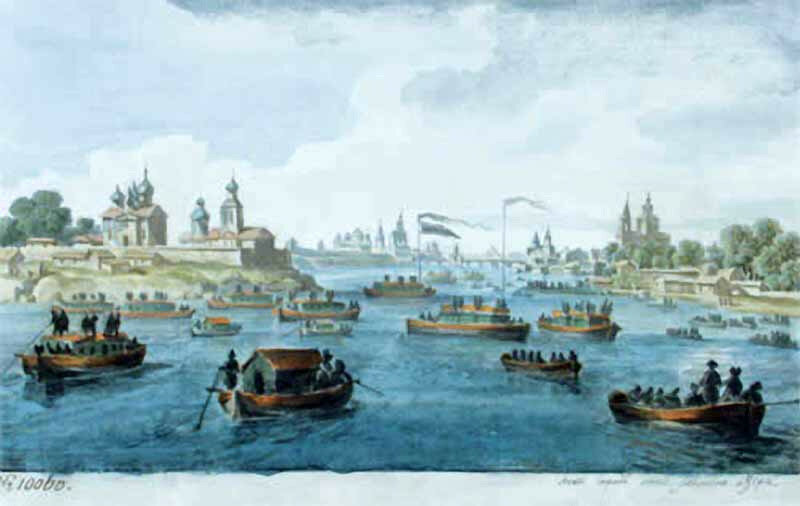
Боровицкая императорская флотилия входит в Новгород. Михаил Иванов. Акварель 1785 г.

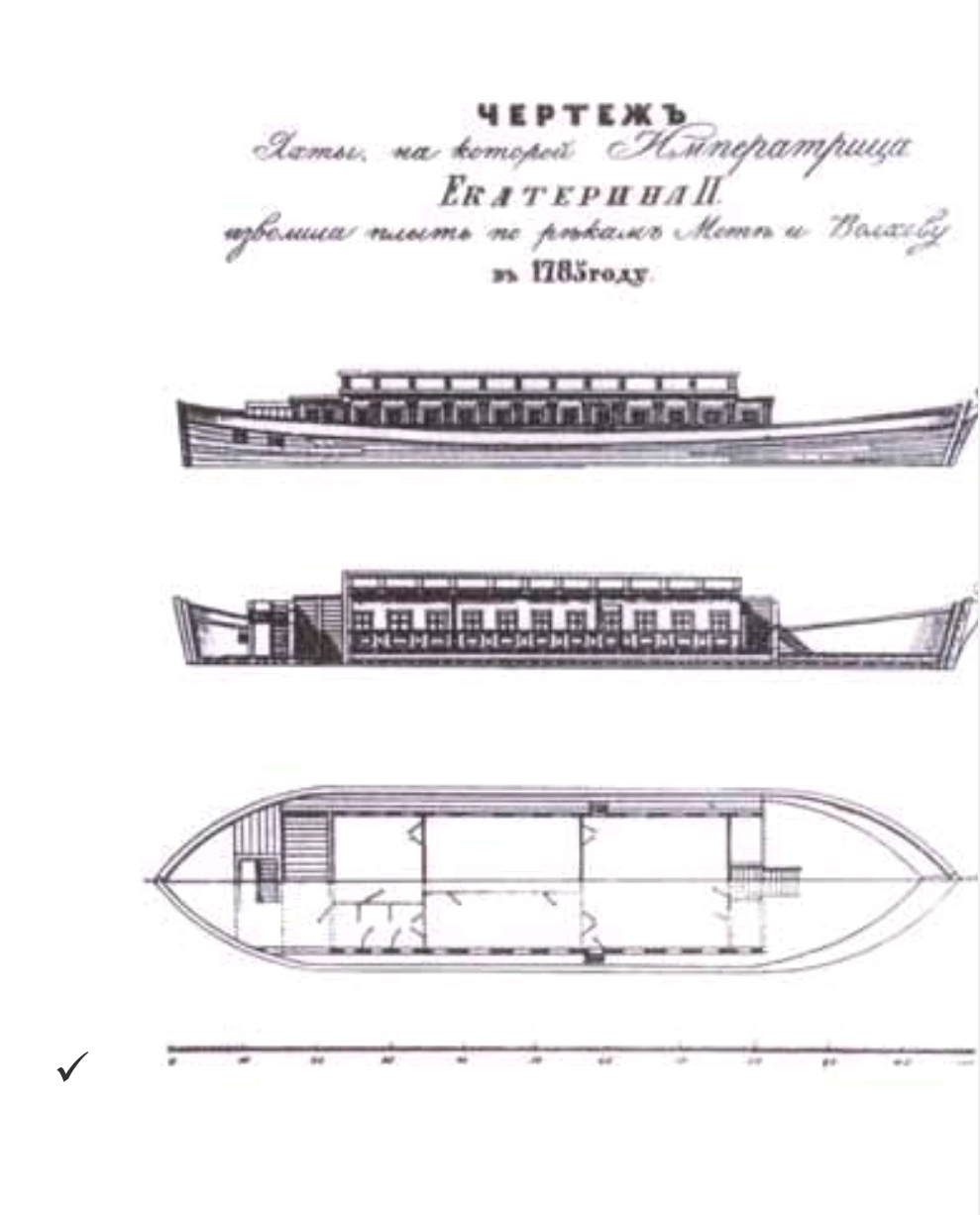
Чертёж яхты Екатерины Великой, построенной в Боровичах, на которой она осуществила водное путешествие в 1785 от Боровичей до Ладоги

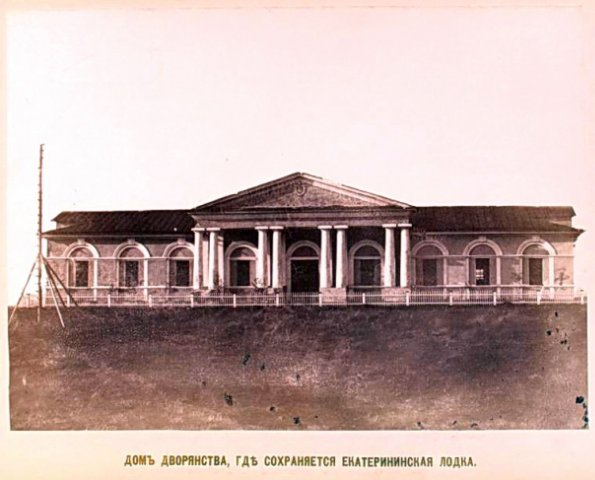
Дом дворянства, где сохранялась екатерининская яхта

Екатери́нинская горка — южная оконечность Малого земляного города, полукольцом окружавшего новгородский Детинец до 30-х годов XIX века. Второе, менее известное имя — Спасский бастион. Находится в Великом Новгороде на территории Кремлёвского парка, в ста метрах к югу от Дворцовой башни Детинца.

## История
После поражения под Нарвой Пётр I решил укрепить северо-западные города и крепости. В начале XVIII века для усиления обороны Новгородского кремля вокруг него было возведено 6 бастионов, соединённых куртинами.
После победы в Северной войне и создания Санкт-Петербурга и Кронштадта Новгород постепенно терял своё стратегическое оборонительное значение и крепость приходила в упадок. Бастионы и валы были срыты в 1820 году.
На сегодняшний день от петровских бастионов в Новгороде сохранились лишь остатки двух — северного, называвшегося Никольским (известен ныне как «Весёлая горка» или «Пятак»), и самого южного, с противоположной стороны Кремля, называвшегося Спасским.
Своё нынешнее название остатки Спасского бастиона получили благодаря Екатерине II, которая в 1785 году в сопровождении свиты путешествовала по Вышневолоцкой водной системе, в частности по реке Мста от Боровичей до Великого Новгорода.
По окончании путешествия императрица подарила яхту, построенную в Боровичах, со всей обстановкой новгородскому дворянству.
В 1811 году на указанной горке было построено специальное здание, в которое поместили подарок императрицы. Руководил строительством предводитель новгородских дворян Обольянинов.
Оригинал императорского подарка был утрачен ещё в XIX веке «часть от времени, а главное от небрежного хранения». Его заменили дубликатом, который давал приблизительное представление об оригинале.
В 1917 году части лодки принял на хранение новгородский яхт-клуб, а само здание было передано Народному Дому для проведения докладов, лекций и других подобных мероприятий. В 20-х гг. прошлого столетия здесь разместился Авиационный музей. Историческая постройка пострадала во время Великой Отечественной войны, потеряв кровлю и перекрытия, однако до основания была разрушена уже в послевоенное время.
В послевоенные годы на пристани у Екатерининской горки стоял колесный пароход «Михаил Калинин», где размещалась администрация лодочной станции.
В 1974 году, согласно постановлению Совета Министров РСФСР, на Екатерининской горке был сооружён Монумент Победы. Авторы — скульпторы Г. В. Нерода, А. Филиппова, архитекторы А. Душкин, А. Сайковский. Открытие монумента состоялось 20 января 1974 года.
Центральной фигурой памятника стала скульптура коня и сидящего на нём всадника, который олицетворяет советского воина. В правой руке всадник держит высоко поднятый меч, левая, с распростёртой ладонью, вытянута вперёд и вниз. Под брюхом коня — поверженная, искорёженная свастика. Скульптура установлена на массивном постаменте, который, в свою очередь, стоит на гранитной платформе высотой 3 м и площадью 120 м².
Позади скульптуры — монументальная кирпичная башня высотой 23,5 м и размером основания 6,5×8,5 м. На вершине башни помещена ладья, уставленная по периметру древними военными атрибутами (щитами, копьями и т. д.). На стенах башни расположены четыре массивных барельефа, освещающих основные этапы Великой Отечественной войны и победные бои Красной Армии за освобождение Новгорода. Общая высота башни вместе с ладьёй — 34,5 м.
Внутри башни имеется винтовая лестница, которая ведет на смотровой балкон с великолепным видом на Волхов, Гребной канал, Ильмень и Кремль, который в 2019 году вошёл в список самых красивых замков мира по версии CNN Travel. Вход на башню в настоящее время закрыт из-за её аварийного состояния.
Монумент Победы является единственной конной статуей в Великом Новгороде. Монумент присутствует на пятирублёвой банкноте Банка России образца 1997 года.